# Union Lucemburk
Union Sportive Lucemburk, známý jako Union Lucemburk, byl fotbalový klub se sídlem v Lucemburku. Nyní je součástí Racing FC Union Lucemburk.
6× vyhráli Nationaldivisioun a 10× pohár.

## Evropské soutěže
Hráli celkem 21× v evropských soutěžích: 

### Liga mistrů UEFA
Účast v sezónách: 1962–63, 1971/72, 1990/91, 1991/92, 1992/93

### Pohár vítězů pohárů
Účast v sezónách: 1963/64, 1964/65, 1969/70, 1970/71, 1978/79, 1984/85, 1986/87, 1989/90, 1996/97, 1997/98

### Evropská liga
Účast v sezónách: 1965/66, 1966/67, 1973/74, 1988/89, 1993/94, 1998/99

## Trenéři
- Hugo Fenichel (1937–38)[1]
- Bill Berry (1961–65)
- René Noerdinger (1973–79)
- Alex Pecqueur (1989–92)
- Roland Schnit (1992–93)
- Heinz Maas (1993)
- Alex Pecqueur (1994–95)
- Rachid Belhout (2001–03)
- Jeannot Reiter (2003–05)